# NGC 2385
NGC 2385 es una galaxia espiral (S?) localizada en la dirección de la constelación de Géminis. Posee una declinación de +33°50′17″ y una ascensión recta de 7 horas, 28 minutos y 28,2 segundos.
La galaxia NGC 2385 fue descubierta el 4 de febrero de 1793 por William Herschel.